# Diplothelopsis
Diplothelopsis är ett släkte av spindlar. Diplothelopsis ingår i familjen Nemesiidae.
Kladogram enligt Catalogue of Life:
| Diplothelopsis | \| \| Diplothelopsis bonariensis \| \| \| \| \| \| Diplothelopsis ornata \| \| \| \| |
|                | \| \| Diplothelopsis bonariensis \| \| \| \| \| \| Diplothelopsis ornata \| \| \| \| |
|                | Diplothelopsis bonariensis                                                           |
|                |                                                                                      |
|                | Diplothelopsis ornata                                                                |
|                |                                                                                      |